# Bulletin of Latin American Research
Bulletin of Latin American Research es una revista científica arbitrada que publica investigaciones originales en estudios latinoamericanos de todas las disciplinas académicas incluidas en las ciencias sociales y humanidades. Asimismo, publica reseñas de libros en inglés, español y portugués.
Desde su fundación en 1981, la revista es publicada trimestralmente por la editorial Wiley-Blackwell en nombre de la Society for Latin American Studies.

## Métricas de revista
2022
- Web of Science Group :0,573
- Índice h de Google Scholar: 35
- Scopus: 0,849